# Djibril Ouattara
Djibril Ouattara (Bobo-Dioulasso, Burkina Faso, 19 de septiembre de 1999) es un futbolista de Burkina Faso que juega en la posición de delantero centro con el JS Kabylie del Campeonato Nacional de Argelia.

## Carrera

### Club
| Periodo   | Club               |
| --------- | ------------------ |
| 2016-2017 | Vitesse FC         |
| 2017–2018 | ASF Bobo-Dioulasso |
| 2018–2024 | RS Berkane         |
| 2021–2022 | → OC Safi (cedido) |
| 2024–     | JS Kabylie         |

### Selección nacional
A nivel de selecciones menores ganó la medalla de oro en los Juegos Panafricanos de 2019 donde incluso fue el goleador del torneo.
Con Burkina Faso debutó en 2018 y participó en la Copa Africana de Naciones de 2021 y 2023.

## Logros

### Club
- Burkinabé Premier League: 2017–18
- Moroccan Throne Cup: 2020–21, 2021–22
- CAF Confederation Cup: 2019–20
- CAF Super Cup: 2022

### Selección nacional
- Juegos Panafricanos: 2019

### Individual
- Goleador de la Burkinabé Premier League: 2017–18 (15 goles)[1]
- Goleador en los Juegos Panafricanos: 2019 (4 goles)